# وی۶۰۴ عقاب

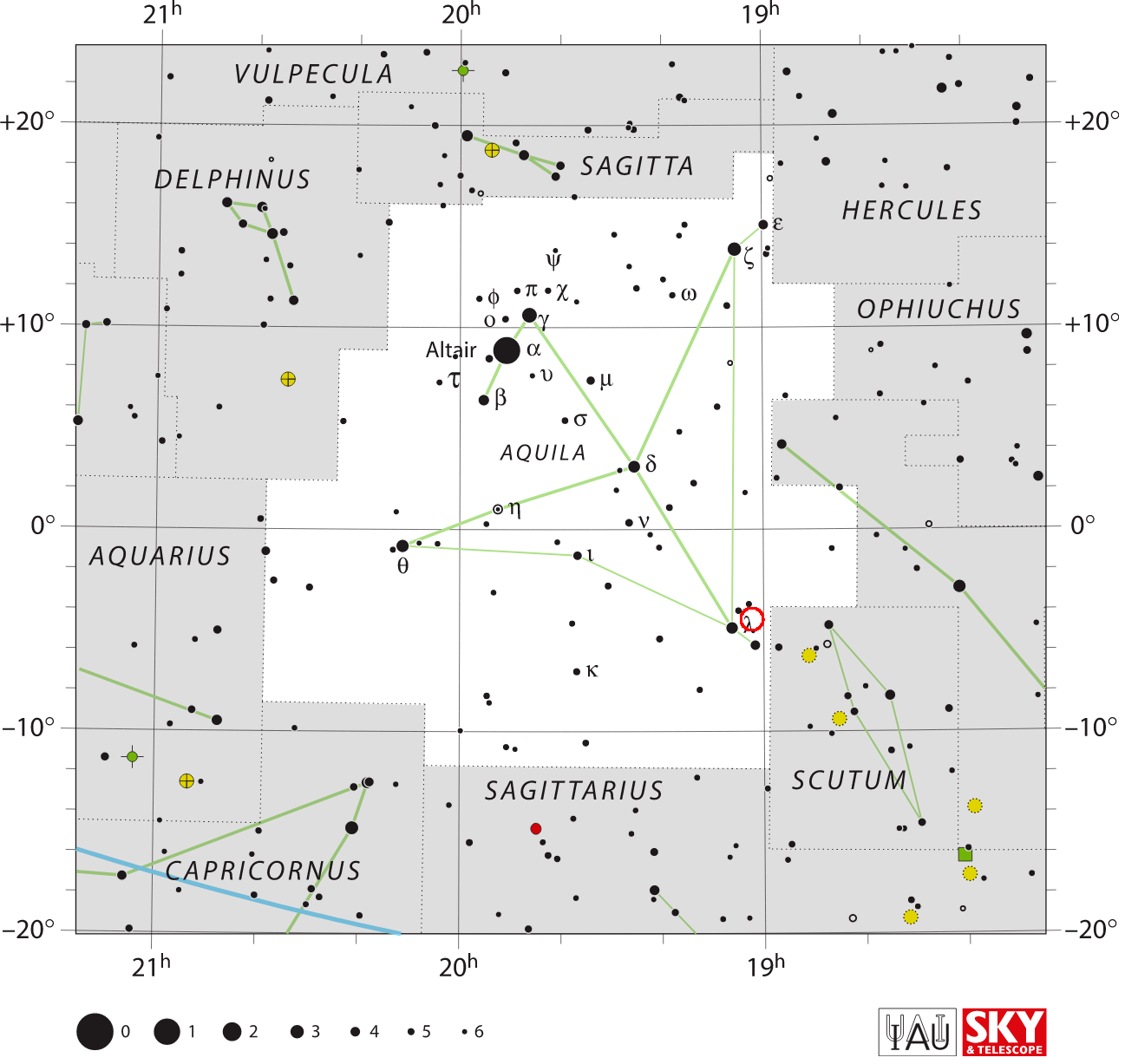
موقعیت «وی۶۰۴ عقاب» (دایرهٔ قرمز)

وی۶۰۴ عقاب یک ستاره است که در صورت فلکی عقاب قرار دارد.